# Stewart Grand Prix
Stewart Grand Prix o Stewart GP fue una escudería de Fórmula 1 fundada en 1997 por el tres veces campeón de F1 Jackie Stewart y su hijo Paul Stewart. El equipo compitió en la categoría 3 años, contando durante este período con el apoyo oficial de Ford Motor Company. En sus tres años de participación, Stewart-Ford obtuvo una victoria y una pole position.
Tras su participación en la Temporada 1999 de Fórmula 1, Ford anunció la absorción total de la escudería y la creación sobre su base del equipo Jaguar F1 Team, significando al mismo tiempo la primera vez que Ford puso en pista un equipo 100% propio, en la historia de la Fórmula 1, aunque nombrándolo como una de sus marcas subsidiarias de ese entonces.

## Historia
Aunque formaron el nuevo equipo desde cero, una cantidad considerable de experiencia entró en él. El tres veces campeón de Fórmula 1 Jackie Stewart tenía excelentes conexiones con las cabeceras de Ford Motor Company, que ayudó al equipo suministrándole motores para su primera temporada. Paul Stewart tenía una carrera moderadamente exitosa como piloto en Fórmula 3000 y en categorías menores y tenía experiencia en Paul Stewart Racing, un equipo bien establecido y respetado en Fórmula 3 y Fórmula 3000.
El equipo tiene en su haber una victoria, la de Johnny Herbert en el Gran Premio de Europa de 1999.
Al final de 1999 Ford compró la escudería y la renombró Jaguar Racing. En 2004 Jaguar Racing fue comprada por la compañía de bebidas energizantes Red Bull y se convirtió en Red Bull Racing.

## Resultados

### Fórmula 1
(Clave) (negrita indica pole position) (cursiva indica vuelta rápida)

| Año     | Chasis | Motor                   | Neu. | N.º | Pilotos            | 1   | 2   | 3   | 4   | 5   | 6   | 7   | 8   | 9   | 10  | 11  | 12  | 13  | 14  | 15  | 16  | 17  | Puntos | Pos. |
| ------- | ------ | ----------------------- | ---- | --- | ------------------ | --- | --- | --- | --- | --- | --- | --- | --- | --- | --- | --- | --- | --- | --- | --- | --- | --- | ------ | ---- |
| 1997    | SF01   | Ford VJ Zetec-R 3.0 V10 | B    |     |                    | AUS | BRA | ARG | SMR | MON | ESP | CAN | FRA | GBR | GER | HUN | BEL | ITA | AUT | LUX | JPN | EUR | 6      | 9.º  |
| 1997    | SF01   | Ford VJ Zetec-R 3.0 V10 | B    | 22  | Rubens Barrichello | Ret | Ret | Ret | Ret | 2   | Ret | Ret | Ret | Ret | Ret | Ret | Ret | 13  | 14  | Ret | Ret | Ret | 6      | 9.º  |
| 1997    | SF01   | Ford VJ Zetec-R 3.0 V10 | B    | 23  | Jan Magnussen      | Ret | Ret | 10  | Ret | 7   | 13  | Ret | Ret | Ret | Ret | Ret | 12  | Ret | Ret | Ret | Ret | 9   | 6      | 9.º  |
| 1998    | SF02   | Ford VJ Zetec-R 3.0 V10 | B    |     |                    | AUS | BRA | ARG | SMR | ESP | MON | CAN | FRA | GBR | AUT | GER | HUN | BEL | ITA | LUX | JPN |     | 5      | 8.º  |
| 1998    | SF02   | Ford VJ Zetec-R 3.0 V10 | B    | 18  | Rubens Barrichello | Ret | Ret | 10  | Ret | 5   | Ret | 5   | 10  | Ret | Ret | Ret | Ret | Ret | 10  | 11  | Ret |     | 5      | 8.º  |
| 1998    | SF02   | Ford VJ Zetec-R 3.0 V10 | B    | 19  | Jan Magnussen      | Ret | 10  | Ret | Ret | 12  | Ret | 6   |     |     |     |     |     |     |     |     |     |     | 5      | 8.º  |
| 1998    | SF02   | Ford VJ Zetec-R 3.0 V10 | B    | 19  | Jos Verstappen     |     |     |     |     |     |     |     | 12  | Ret | Ret | Ret | 13  | Ret | Ret | 13  | Ret |     | 5      | 8.º  |
| 1999    | SF3    | Ford CR-1 3.0 V10       | B    |     |                    | AUS | BRA | SMR | MON | ESP | CAN | FRA | GBR | AUT | GER | HUN | BEL | ITA | EUR | MYS | JPN |     | 36     | 4.º  |
| 1999    | SF3    | Ford CR-1 3.0 V10       | B    | 16  | Rubens Barrichello | 5   | Ret | 3   | 9   | DSQ | Ret | 3   | 8   | Ret | Ret | 5   | 10  | 4   | 3   | 5   | 8   |     | 36     | 4.º  |
| 1999    | SF3    | Ford CR-1 3.0 V10       | B    | 17  | Johnny Herbert     | DNS | Ret | 10  | Ret | Ret | 5   | Ret | 12  | 14  | 11  | 11  | Ret | Ret | 1   | 4   | 7   |     | 36     | 4.º  |
| Fuente: |        |                         |      |     |                    |     |     |     |     |     |     |     |     |     |     |     |     |     |     |     |     |     |        |      |